# Червоний Яр (Криничанська селищна громада)
Червоний Яр — село в Україні, у Криничанській селищній громаді Кам'янського району Дніпропетровської області.
Населення — 636 мешканців.

## Населення

### Мова
Розподіл населення за рідною мовою за даними перепису 2001 року:
| Мова       | Відсоток |
| ---------- | -------- |
| українська | 97,64%   |
| російська  | 2,36%    |

## Географія
Село Червоний Яр знаходиться на правому березі річки Мокра Сура, вище за течією примикає село Іллінка, на протилежному березі і нижче за течією примикає смт центру територіальної громади, уздовж русла річки зроблено кілька ставків. Поруч проходить автомобільна дорога Т 0422.

## Економіка
- «Юніком-Агро», ТОВ.
- «За мир», сільгосппідприємство.
- Крининський цегельний завод.